# 日本人論
日本人論（にほんじんろん）とは、日本人について論じる論、著作、報告のこと。

## 概要
日本人論の起源としては古くは安土桃山時代や江戸時代の宣教師の母国への報告書や、海難・漂流体験からロシアやカナダなどを見る経験を得た和人漁師や船頭の経験譚が挙げられる。幕末から明治にかけては日本からの海外視察団による報告や、来日外国人による文化人類学的な観察記録やエッセイなどに日本人論を見ることができる。
【前近代の主な日本人論】
- ヴァシーリー・ゴロヴニーン 1816年 日本幽囚記
- タウンゼント・ハリス 1856年 日本滞在記
- マシュー・ペリー 1856年 ペリー遠征記
- ラザフォード・オールコック 1863年 大君の都

日清・日露戦争、そして第一次・第二次世界大戦を通じて、海外で和人の戦略や戦術、道義心、忠君愛国思想の背景にあるものへの関心が深まると、ルース・ベネディクトの『菊と刀』やオイゲン・ヘリゲルの『弓と禅』といった日本研究が進んだ。アメリカでは、敵の情報分析とプロパガンダを行なう戦争情報局が1941年に創設され、敵の文化を操るための文化研究として、日米開戦とともに各方面の学者を集めた日本人研究が戦略的に行われるようになり、とくに1942年から1944年にかけ集中的に行われた。
第二次世界大戦後には、高度経済成長期から再びその成功を支える社会的基盤に対する関心が高まって、様々な日本人論が著されることになる。「日本人」を包括的に均一な集団としてとらえ、外国・異文化との比較を通してその独自性を論じるところを共通項とする論が多い。ベストセラーもいくつか出るほどの人気分野となっている。このような現象は日本を除いて世界にあまり類がない、という見方をする論者は、日本が「辺境」であるからと主張している。
ただ、トルコ、韓国、マレーシアなど他の国でも自民族論は盛んである。よって日本人論が特殊であるという考えそのものが他国でも見られる自民族論の典型ともいえる。
文化人類学、社会学的研究としての日本人論もある一方で、自民族中心主義的心情に基づく和人による筆者の一家論を自民族の特殊性として殊更強調するように書いた書籍も数多く出版されている。そのため、Peter N. Dale(1986年)やハルミ・ベフ(1987年)、吉野耕作(1992年)ほか、日本人論を文化的ナショナリズムの現れの一形態として批判的に研究する学者もいる。小谷野敦は、学問的ではないから、アカデミズムの世界では日本文化論はあまり生み出されていないとする。

## 日本人論研究

### 日本人論を研究した著作報告
- 1978年 野村総合研究所「日本人論―国際協調時代にそなえて」『レファレンス』第2号。
- 1982年 杉本良夫、ロス・マオア共編著『日本人論に関する12章』ちくま学芸文庫 ISBN 4480085912

日本で法学を学び、米国で歴史社会学を学んだ社会学者で文化人類学者が、日本人論について考察する。
- 1984年 ハルミ・ベフ『イデオロギーとしての日本文化論』 思想の科学社 ISBN 4783600899

日米貿易摩擦の環境下で、日系アメリカ人で文化人類学者の著者が、“日本はこんなに立派なんだ”という類の日本人論について、体制に役に立つために作られたものだ、文化人類学的な視点で作られたものではないと批判した。
- 1985年 ロビン・ギル『日本人論探険―ユニークさ病の研究』TBSブリタニカ、『反日本人論―a touch of nature ドドにはじまる』工作舎

日本人論は、「日本」と「西洋」をそれぞれ非常に単純化して論じているものとして、批判した。
- 1987年 佐伯彰一、芳賀徹『外国人による日本論の名著―ゴンチャロフからパンゲまで』中公新書 ISBN 4121008324

アメリカ文学者で文芸評論家と、美術史家で比較文学者を編者に、幕末から昭和後記までの 外国人42名による日本論・日本人論を紹介した論考。
- 1990年 青木保『「日本文化論」の変容―戦後日本の文化とアイデンティティー』中公文庫 ISBN 4480085912

文化人類学者で米国の大学などで客員教授を務めた著者が、戦後日本の文化とアイデンティティーについて考察する。
- 1991年 Peter N. Dale『The Myth of Japanese Uniqueness』 Macmillan ISBN 0312046294
- 1994年 南博『日本人論－明治から今日まで』岩波書店 ISBN 4-00-001707-1、のち岩波現代文庫全2巻

1914年生まれで京都大学、コーネル大学で学んだ社会心理学者が、日本人論500点について論考する。
- 1995年 杉本良夫、ロス・マオア共著『日本人論の方程式』筑摩書房：ちくま学芸文庫 ISBN 4480081798
- 1995年 吉野耕作『Cultural Nationalism in Contemporary Japan: A Sociological Enquiry』 Routledge ISBN 0415120845

社会学者でナショナリズム論を専攻する著者が、日本人論について考察する。
- 2000年 築島謙三『「日本人論」の中の日本人』講談社（講談社学術文庫）

上巻 ザビエルから幕末の日本人論について ISBN 4061594494
下巻 福沢諭吉から現代の日本人論について ISBN 4061594508
- 2002年 森貞彦『「菊と刀」再発見』東京図書出版会 ISBN 4434020277
- 2003年 大久保喬樹『日本文化論の系譜－「武士道」から「『甘え』の構造」まで』中公新書 ISBN 4-12-101696-3

著者は比較文学、比較文化専攻で、フランス留学出身、明治・大正・昭和時代に書かれた日本人15人による日本論・日本人論を紹介、論考する。
- 2003年 船曳建夫『「日本人論」再考』日本放送出版協会 ISBN 4-14-080830-6

1948年生まれの文化人類学者が、日本と西洋の間で揺れ動くアイデンティティの問題として、明治以降の日本人論を考察する。
- 2009年 内田樹『日本辺境論』 ISBN 978-4-10-610336-0

フランスの思想を研究した著者が、すぐれた日本文化論のアーカイブであることを願う本。
- 2010年 小谷野敦『日本文化論のインチキ』 幻冬舎新書 ISBN 978-4-344-98166-9

比較文化論を研究する著者が、「あらゆる日本文化論がインチキだと言っているのではない」が、人文学は学問ではないとし、個々の論個々の説を取り上げ、これらは評論であって学問ではないと論ずる。
- 2016年 早川タダノリ『「日本スゴイ」のディストピア 戦時下自画自賛の系譜』青弓社 ISBN 978-4-7872-2065-3

「日本スゴイ」ブームのルーツとされる戦時下日本人論の研究。

### 野村総合研究所の調査による日本人論の出版数・分類
1978年の野村総合研究所の調査によると、1946年から1978年の間に「日本人論」というジャンルに分類される書籍が698冊出版されている。このうち58%が1970年以降、25%以上が1976年から1978年の3年間に出版された。内訳は以下の通りである：
| 【一般書籍（著者のプロフィール別）】 - 哲学者 -- 5.5% - 作家・劇作家 -- 4.5% - 社会学者・文化人類学者 -- 4.5% - 歴史・民俗学者 -- 4.5% - 政治・法・経済学者 -- 4.5% - 科学者 -- 4.0% - 言語・文学者 -- 3.5% - 外交官・評論家・ジャーナリスト -- 3.5% - 心理学者 -- 3.5% - 外国人学者 -- 4.0% - 外国人ジャーナリスト -- 5.5% - 外国人 -- 7.0% - その他 -- 5.5% | 【調査レポート（テーマ別）】 - 国民性総論 -- 7.0% - 欲求と満足度 -- 3.5% - 勤労に関する意識 -- 4.0% - 貯蓄に関する意識 -- 4.0% - 諸意識 -- 6.5% - 日本人の生活時間 -- 3.5% - 外国人の見た日本の経済活動 -- 6.5% - 海外の対日世論調査 -- 4.5% |

### 井上光貞による日本文化論の特徴
1979年版の和辻哲郎『風土』岩波文庫 ISBN 4-00-331442-5 の解説の中で、井上光貞は日本文化論を次の3つに分類して例をあげ考察している。
- 他文化との比較の中で、日本文化を位置づける試み。

和辻哲郎『風土』、梅棹忠夫『文明の生態史観序説』、エドウィン・O・ライシャワー『日本歴史の特異性』、中根千枝『家族の構造』
- インド・中国・ヨーロッパなど、時代時代の中心国から文化を摂取する、その「仕方」を考察することで、日本文化を理解しようとする試み。

津田左右吉『支那思想と日本』、中村元『東洋人の思惟方法』
- 「漢意が影響するより以前の時代」の、あるいは「外来文化の影響を受ける度合いが比較的少ない地域」の 日本を考察・観察することによって日本文化を理解しようとする試み。

本居宣長、柳田國男

### 杉本良夫とマオアによる日本人論の特徴
1982年、杉本良夫とロス・マオアは、日本人論の多くは以下の3つの根本的主張を共有していると指摘している：
1. 個人心理のレベルでは、日本人は自我の形成が弱い。独立した「個」が確立していない。
2. 人間関係のレベルでは、日本人は集団志向的である。自らの属する集団に自発的に献身する「グルーピズム」が、日本人同士のつながり方を特徴づける。
3. 社会全体のレベルでは、コンセンサス・調和・統合といった原理が貫通している。だから社会内の安定度・団結度はきわめて高い。

### 青木保による戦後日本人論の変容
1990年、青木保は、「戦後日本」の「文化とアイデンティティー」を整理して振り返りたいとして、『「日本文化論」の変容 戦後日本の文化とアイデンティティー』を著した。青木は戦後の時代を4つに区分し、その時期を代表する著作を「選択」し、戦後日本人論の変容として提示する。そして、すべての戦後日本文化論に影響を与えた著作として、ルース・ベネディクトの『菊と刀』（1948年）を挙げ、ベネディクトの、自身（欧米人）の偏見から逃れようとする文化相対主義の慎重な態度と複眼的アプローチを評価する。
- 第1期「否定的特殊性の認識」（1945年-1954年）[18]

坂口安吾『堕落論』（1946年）、きだみのる『気違い部落周遊紀行』（1946年）、桑原武夫『現代日本文化の反省』（1947年）、川島武宜『日本社会の家族的構成』（1948年）、南博『日本人の心理』（1953年）
- 第2期「歴史的相対性の認識」（1955年-1963年）[19]

加藤周一『雑種文化』（1956年）、梅棹忠夫『文明の生態史観序説』（1967年）、ロバート・ベラー『日本近代化と宗教倫理』（1956年）、エドウィン・O・ライシャワー
- 第3期「肯定的特殊性の認識」前期（1964年-1976年）、後期（1977年-1983年）[20]

中根千枝『日本的社会構造の発見』（1964年）、中根千枝『タテ社会の人間関係』（1967年）、作田啓一『恥の文化再考』（1964年）、尾高邦雄『日本の経営』（1965年、ジェームズ・アベグレン『日本の経営』1958年についての考察）、土居健郎『「甘え」の構造』（1971年）、木村敏『人と人との間』（1972年）、三島由紀夫『文化防衛論』（1968年）、濱口恵俊『「日本らしさ」の再発見』（1977年）、村上泰亮・公文俊平・佐藤誠三郎『文明としてのイエ社会』（1979年）、エズラ・ヴォーゲル『ジャパン・アズ・ナンバーワン』（1979年）、フランシス・シュー『比較文明社会論－クラン・カスト・クラブ・家元』（1971年）、村上泰亮『新中間大衆の時代』（1984年）、山崎正和『柔らかい個人主義』（1984年）
- 第4期「特殊から普遍へ」（1984年-1990年）[21]

尾高邦雄『日本的経営 その神話と現実』（1984年）、小沢雅子『新・階層消費の時代―所得格差の拡大とその影響』（1985年）、チャルマーズ・ジョンソン『通産省と日本の奇跡』（1982年）、ピーター・デール（Peter N. Dale）『日本的独自性の神話』（1986年）、ハルミ・ベフ『イデオロギーとしての日本文化論』（1984年）、対日貿易戦略基礎理論編集委員会『公式日本人論－『菊と刀』貿易戦争篇』（1987年）、山崎正和『文化開国への挑戦 日本の世界史的実験』（1987年）、カレル・G・ファン・ウォルフレン『日本問題』（米外交誌『フォーリン・アフェアーズ』、1986年）、カレル・G・ファン・ウォルフレン『日本 権力構造の謎』（1989年）、ジェームズ・ファローズ『日本封じ込め－強い日本 vs 巻き返すアメリカ』（1989年）

### 大久保喬樹による戦後日本文化論の特徴
2003年、大久保喬樹は『日本文化論の系譜－「武士道」から「『甘え』の構造」まで』の中で、戦後日本文化論の特徴的なタイプとして、次の2つのタイプを挙げる。
- 戦後民主主義の立場から、日本社会の在り方を批判し、西欧近代市民社会の姿を目指した日本文化論

丸山真男『日本の思想』岩波新書　1961年　ISBN 4-00-412039-X
- 西欧近代市民社会とは異質な日本社会の在り方を再検討し、再評価を目指した日本文化論

土居健郎『「甘え」の構造』弘文堂　1973年 ISBN 4335651066

### 内田樹による日本人論の特徴
2009年の『日本辺境論』にて、内田樹は、アメリカ人はアメリカ人なりの、中国人は中国人に固有の仕方で病を持っているなかで、私たち日本人は「どういう固有の文化をもち、どのような思考や行動上の『民族誌的奇習』」をもっているかを確認するために本書を書くとし、日本人の「民族誌的奇習」の理由は日本が「辺境」であることがすべてであると述べ、その主張と結論は、梅棹忠夫『文明の生態史観序説』（1967年）、丸山眞男『日本文化のかくれた形』で言い尽くされていると述べる。「辺境」とは「中華」の対概念で、「外来の知見を『正系』に掲げ、地場の現実を見下す」日本で反復されてきた思想状況を「辺境人にかけられた呪い」とする。

## 主要な日本人論の著作

### 年代順・主な日本人論
- 1790年『古事記伝』（本居宣長）
- 1806年『国意考』（賀茂真淵）
- 1819年『古史徴』（平田篤胤）
- 1886年『将来之日本』（徳富蘇峰）
- 1887年『日本道徳論』（西村茂樹）
- 1891年『真善美日本人』・『偽悪醜日本人』（三宅雪嶺）
- 1894年『日本風景論』（志賀重昴）
- 1894年『知られざる日本の面影』（ラフカディオ・ハーン）
- 1894年『代表的日本人』（内村鑑三）
- 1899年『武士道』（新渡戸稲造）
- 1906年『茶の本』（岡倉天心）
- 1911年『善の研究』（西田幾多郎）
- 1925年『山の人生』（柳田國男）
- 1928年『集団心理学』（入谷智定）
- 1928年『国語と国民性』（芳賀矢一）
- 1932年『新日本主義』（大場喜嘉治）
- 1933年『陰翳礼讃』（谷崎潤一郎）
- 1935年『風土』（和辻哲郎）
- 1939年『日本美の再発見』（ブルーノ・タウト）
- 1941年『日本人の性格構造とプロパガンダ』（ジェフリー・ゴーラー）
- 1942年『日本文化私観』（坂口安吾）
- 1946年『菊と刀』（ルース・ベネディクト）
- 1956年『日本の伝統』（岡本太郎）
- 1982年『「縮み」志向の日本人』（李御寧）
- 1994年『蛇と十字架－東西の風土と宗教』（安田喜憲）[32]

### 外国文化との比較
- 和辻哲郎『風土』岩波書店、1931年

マルティン・ハイデッガーの『有と時間』および外国滞在の経験に触発されて、モンスーン・砂漠・牧場の気候・風土に（時間軸に対して空間軸に）主眼に置いた比較文化論。
- ルース・ベネディクト『菊と刀』1946年

文化人類学者であるベネディクトは、人々の行動が一定のパターン（行動の型）に落ち着いていくすじ道（the way）を注視し、そのすじ道を支配する文化の型を追究した。『菊と刀』の基礎となった研究は第二次世界大戦中、アメリカの日本占領政策を検討するために試みられたもので、西欧文化は自分が善いと信じたことは他者が何と言おうと曲げない「罪の文化」であるのに対し、日本文化は自分が善いと思ったことでも他者がこぞって否認すれば実行しないという「恥の文化」であることを明らかにした。しかしそれだけでは真に日本的なものを知ったことにならないので、さらに進んで禅の思想を追及するとともに日本人の嬰児、幼児、青少年に対する育て方、教育の仕方を調査して、光り輝く、錆びさせてはならない刀によって象徴される「自己責任の態度」と、輪台の上に整列させられる花弁の集合としての菊によって象徴される「偽装された意志の自由」が日本文化の型であるとの結論を得た。1948年、日本でも刊行されベストセラーとなり、日本文化論、日本人論の古典となった。
- イザヤ・ベンダサン（山本七平訳）『日本人とユダヤ人』文藝春秋　1970年（現在は、山本七平の単独の著書として角川書店、2004年）

ユダヤ人の眼から見るとこう見える、という設定で、日本人は安全と水はタダだと思っている、不思議だ、と論じた。
- トレバー・レゲット『紳士道と武士道：日英比較文化論』 サイマル出版会　1973年

駐日外交官やBBC日本語部長を歴任した著者が、島国気質やジェントルマン・シップなど、日本人とイギリス人のものの見かたの共通点や差異を比較した書。
- ロバート・ホワイティング『菊とバット』サイマル出版会　1977年

野球を通して日米の文化について比較考察する。書名はベネディクト『菊と刀』より。
- ピーター・ミルワード『イギリス人と日本人』講談社現代新書 1978年

イエズス会の司祭で上智大学や東京純心女子大学で英語を教える著者が、イギリス人と日本人について比較考察する。
- グレゴリー・クラーク『ユニークな日本人』講談社現代新書 1979年　ISBN 4061455605

イギリス生まれで外交官としていくつかの国・文化と接した著者が、いくつかの国と日本との体感する違いを把握しようとして、感性主義と知性主義、個別主義と普遍主義という概念での認識に行き着き、これを提示・提案する。
- ポール・ボネ（藤島泰輔の筆名）『不思議の国、ニッポン－在日フランス人の眼』角川文庫　1982年

フランス人の眼にはこう映る、という設定で、日本のあれこれを 不思議だ、と論じたコラム。
- 金容雲『韓国人と日本人　双対文化のプリズム』サイマル出版会　1983年
- シーラ・K・ジョンソン著 鈴木健次訳 『アメリカ人の日本観』サイマル出版会 1986年 ISBN 4-377-30708-8
- 池田雅之『イギリス人の日本観　来日知日家が語る"ニッポン"』河合出版　1990年
- 綾部恒雄編著 『外から見た日本人』 朝日新聞社・朝日選書 1992年　ISBN 4-02-259543-4
- 篠田雄次郎『日本人とドイツ人　猫背の文化と胸を張る文化』光文社カッパブックス　1997年
- クライン孝子『お人好しの日本人　したたかなドイツ人』海竜社　2001年
- リチャード・E・ニスベット『木を見る西洋人　森を見る東洋人』ダイヤモンド社　2004年
- 斉藤智之『日本幽囚記』の世界』――アイヌモシリ・罪と罰・戦争と平和』私家版 2021年 ISBN 978-4-9904027-7-8

### 日本文化論
- 谷崎潤一郎『陰翳礼讃』1933年
- 加藤周一『雑種文化』1956年
- 岡本太郎『日本の伝統』1956年（縄文文化論）
- 谷川徹三『縄文的原型と弥生的原型』岩波書店、1971年
- 内田義彦『社会認識の歩み』岩波新書、1971年　ISBN 4-00-411063-7

経済学を勉強した著者が、理論が力を持つということは、持たないということはどういうことか、という視点から、日本における社会認識の仕方、社会科学書の読み方について論ずる。
- 司馬遼太郎、ドナルド・キーン『日本人と日本文化』中公新書、1972年。ISBN 4-12-100285-7

太平洋をはさんで戦争を戦った二人が、日本人の戦争観やモラル、日本人の合理性、日本文化の誕生などについて語る。
- 続編『世界のなかの日本　十六世紀まで遡って見る』中央公論社、1992年

- 長谷川三千子『からごころ』中央公論社、1986年　ISBN 4-12-001489-4

1946年生まれの著者が、本居宣長のいう「漢意（からごころ）」を実感として分かってしまった、とこれを逡巡・考察する。
- ロナルド・ドーア『国際・学際研究システムとしての日本企業』NTT出版　1995年
  - 『江戸時代の教育』岩波書店　1996年
- 上田正昭『日本人のこころ』 学生社 2008年　
  - 『死をみつめて生きる 日本人の自然観と死生観』角川選書 2012年
- 日本文化構造学研究会 『日本文化「自然の構造」』 2017年

日本文化の総体を構造的に捉えた著書。日本語システムや日本神話、大乗仏教、もののあはれなどに共通する思想構造を解明し、聖徳太子・親鸞・鈴木大拙などから日本「自然」哲学を論ずる。時代は縄文から近代まで、分野は、考古学・日本語文字・日本神話と神道はもとより、仏教・儒教をその起源と日本における変化・影響をたどり、伝統工芸、日本絵画、芸能・書道など諸道発生との関連に言及した。また、精神文化として、モノとタマ、もののあはれ、観音・不動・地蔵信仰、無常と自然法爾、禅、わび・さび、義理と人情などを網羅した。
主に京都大学に連なる名誉教授の「思想・哲学・文化論」などの見識を根拠とし、かつ著名な日本文化論「粋」「甘え」「中空」構造を、さらに飛躍させた総合的な構造論を以って、日本文化の本質・真意を論考する。また、新視点で『古事記』を解析した、タマの両義性・魂と霊の峻別・出雲文化論述などの評価により文脈と密接する出雲大社の神宝「硬玉勾玉」公式画像を特別掲載する。

### 経済的な成功・失敗の背景
1970年代後半頃から、終身雇用・年功序列などの「日本的経営」が日本の経済発展の基盤にあるという論調、バブル崩壊後からは、日本的経営を低迷の原因という論調が見られるようになった（日本的経営論）。
- エズラ・ヴォーゲル『ジャパン・アズ・ナンバーワン』TBSブリタニカ　1979年
- 深田祐介、ロナルド・フィリップ・ドーア『日本型資本主義なくしてなんの日本か』光文社　1993年
- カレル・ヴァン・ウォルフレン『人間を幸福にしない日本というシステム』早川書房　1994年

### 日本社会の構造
- 川島武宜『日本社会の家族的構成』1948年

親分子分といった擬制家族関係から日本社会の封建制を批判した。
- 中根千枝『タテ社会の人間関係―単一社会の理論』講談社現代新書　1967年

ペンギン・ブックスで『ザ・ジャパニーズ・ソサエティ』として出版され、世界中で日本研究の基礎的な文献となった。
- 土居健郎『「甘え」の構造』弘文堂、1971年

精神科医で米国に留学した著者が、周りの人に好かれて依存できるようにしたいという感情を日本人特有のものだと捉え、この感情を「甘え」と表現して日本人の心理と日本社会の構造を読み解く試みを行った。
- 河合隼雄『母性社会 日本の病理』中央公論社
- 石原慎太郎・盛田昭夫共著『「No」と言える日本』光文社　1990年
- 土居健郎『続「甘え」の構造』弘文堂　2001年

### 思想
- 丸山真男『日本の思想』岩波新書、1961年　ISBN 4-00-412039-X

1914年生まれの日本政治思想史家が、日本思想史の伝統の見取り図を作ろうと試みた本。

### 非日本人による日本紹介
- マルコ・ポーロ（1254年 - 1324年）『東方見聞録』
- フランシスコ・ザビエル『聖フランシスコ・ザビエル全書簡』（1549年来日）
- メンデス・ピント『東洋遍歴記』1578年（1556年来日）
- ヴァリニャーノ『日本巡察記』1583年（1579年来日）
- ドン・ロドリゴ『日本見聞録』（1609年来日）
- セバスティアン・ビスカイノ『金銀島探検報告』（1611年来日）
- フランソア・カロン『日本大王国志』1645年（1619年来日）
- アーノルダス・モンタヌス（Anoldus Montanus van Bergen、1625年 - 1683年、オランダ人）『日本誌』（別名『日本遺使紀行』『東インド会社遺使録』『オランダ東インド会社日本帝国遺使紀行』『オランダ連合東インド会社の日本皇帝への主要なる遺使』）　1669年
- エンゲルベルト・ケンペル（Engelbert Kaempfer、1651年 - 1716年、ドイツ人）『廻国奇観』　1712年、『日本誌』　1727年（1690年来日）
- スヴェン・ワクセル『ベーリングの大探検』（1739年来日）
- カール・ツンベルク『江戸参府随行記』（1775年来日）
- ヴァシーリー・ゴロヴニーン『日本幽囚記』1816年（1811年来日）
- フィリップ・フランツ・フォン・シーボルト『日本』『日本植物誌』『日本動物誌』（1823年来日）
- マシュー・ペリー『ペルリ提督日本遠征記』（1853年来日）
- イワン・ゴンチャロフ『日本渡航記』（1853年来日）
- タウンゼンド・ハリス『日本滞在記』（1856年来日）
- カッテンディーケ『長崎海軍伝習所の日々』（1857年来日）
- ヨハネス・ポンペ『日本滞在見聞記』（1857年来日）
- ラザフォード・オールコック『大君の都－幕末日本滞在記』（1859年来日）
- "Japan through American Eyes:The Journal of Francis Hall, Kanagawa and Yokohama, 1859-1866" edited by F. G. Notehelfer - ウォルシュ商会のアメリカ人商人フランシス・ホールによる日本滞在記（1859年来日）
- "Across America and Asia" Raphael Pumpelly, 1870 - アメリカ人冒険家による1860年初期の日本（1861年来日）
- アーネスト・サトウ『一外交官の見た明治維新』1921年（1862年来日）
- ハインリッヒ・シュリーマン『シュリーマン旅行記 清国・日本』（1865年来日）
- ウィリアム・グリフィス『明治日本体験記』（1870年来日）
- エドワード・シルヴェスター・モース『日本その日その日』（1877年来日）
- イザベラ・バード『日本奥地紀行』（1878年来日）
- グスタフ・クライトナー『東洋紀行』（1878年来日）
- メアリー・クロフォード・フレイザー『英国公使夫人の見た明治日本』（1889年来日）
- パーシヴァル・ローウェル『極東の魂』（1889年から1893年にかけて5回来日）
- 小泉八雲（ラフカディオ・ハーン、Lafcadio Hearn、1850年 - 1904年）『知られざる日本の面影』、1894年（1890年来日）ほか
- A little journey to Japan for intermediate and upper gradesMarian M. George, 1901
- Letters from Japan; a record of modern life in the island empire Mary Crawford Fraser, 1904 - 抜粋邦訳『英国公使夫人の見た明治日本』（横山俊夫訳）
- アブデュルレシト・イブラヒム『ジャポンヤ：イスラム系ロシア人の見た明治日本』 （小松香織、小松久男訳） 第三書館、1991年 - イスラム教徒による明治後期の日本人考（1909年来日）
- エリアノーラ・メアリー ダヌタン『ベルギー公使夫人の明治日記』（長岡祥三訳）、原著Fourteen years of diplomatic life in Japan; leaves from the diary of Baroness Albert d'Anethan1912年、ベルギー公使アルベール・ダヌタンの妻(1858-1935)[35]による滞日記

### 日本人による英文・日本論の古典
英語での著名な海外向け紹介。日本語訳・解説も多い。
- 内村鑑三『代表的日本人』-『Japan and Japanese』1894年、改訂版『Representative Men of Japan』1908年
- 新渡戸稲造『武士道』-『BUSHIDO:THE SOUL of JAPAN - Another of the History of the Intercourse between the U.S. and Japan』The Leeds and Biddle Company, 1900年

アメリカ人を妻に、キリスト教徒で学者として日本と欧米で活動をした著者が、日本の道徳理念・慣習について問われ、逡巡した後にその源は武士道だと行き着き、これを解説、説明する書。
- 岡倉覚三『茶の本』-『THE BOOK OF TEA』1906年

アーネスト・フェノロサと共に、日本美術の調査をしたのをきっかけに古来の日本に目覚めた著者が、帝国主義全盛時代の欧米に、茶を通して自己充足の在り方を投げかけた書。

## 日本を描いた文芸

### 映画で描かれたもの

#### 外国映画
- 戦場にかける橋 - アメリカ・イギリス映画（1957年）
- 007は二度死ぬ - イギリス映画（1967年）
- 1941 - アメリカ映画（1979年）
- SHOGUN（将軍） - アメリカのテレビドラマ（1980年）映画編もある
- ライジング・サン - 香港映画（1980年）
- 戦場のメリークリスマス - 日、英、オーストラリア合作（1983年）
- ガン・ホー - アメリカ映画（1986年）
- 太陽の帝国 - アメリカ映画（1987年）
- ラストエンペラー - イタリア・中国・イギリス合作（1987年）
- ダイ・ハード - アメリカ映画（1988年）
- ブラック・レイン - アメリカ映画（1989年）
- ライジング・サン - アメリカ映画（1993年）
- ロボコップ3 - アメリカ映画（1993年）
- ハンテッド - アメリカ映画（1995年）
- WASABI - フランス映画（2001年）
- ラストサムライ - アメリカ、ニュージーランド、日本合作（2003年）
- キル・ビル Vol.1 - アメリカ映画（2003年）
- ロスト・イン・トランスレーション - アメリカ映画（2003年）
- ワイルドスピードX3 TOKYO DRIFT - アメリカ映画（2006年）
- バベル - アメリカ映画（2006年）
- 終戦のエンペラー-アメリカ映画(2013年)

#### 日本映画
- 家族
- 萌の朱雀

### 小説・評論

#### 小説
- 横光利一『旅愁』改造社、1950年。新潮文庫、講談社文芸文庫、岩波文庫など多数再刊
- 遠藤周作『沈黙』新潮社、1966年（新潮文庫　改版2003年）
- 司馬遼太郎『菜の花の沖』1979年 - 1982年（「産経新聞」夕刊での連載）。新装版全6巻：文春文庫　2000年
- C・W・ニコル『勇魚（いさな）』文春文庫 上下、1992年

#### 評論
- 司馬遼太郎『この国のかたち』1〜5　文藝春秋　1993-1999年
- 船曳建夫『「日本人論」再考』日本放送出版協会　2003年

## インターネット上にある日本人論（外部リンク）
- ほぼ日刊イトイ新聞 - 婦人公論 井戸端会議 いまやご近所で国際交流の時代。日本人、ここがヘンだよ！　から、自分たちでは気づかない長所まで 2001年
- 森貞彦『菊と刀』の勉強をしましょう 2003年－2005年
- 森貞彦『「菊と刀」注解　増補改訂版』について 2010年
- 杉井昭夫「菊と刀」と日本人 - ウェイバックマシン（2007年6月27日アーカイブ分） 2006年－2018年
- 日本文化「自然の構造」日本文化構造学研究会 2017年

Research Center of Japanese Culture Structural Studies, The Japan code/Principle & Origin of Japanese culture
研究会著書シリーズ『日本文化　自然の構造』